# Olof Jonsson i Gumboda
Olof Jonsson (i riksdagen kallad Jonsson i Gumboda), född 31 mars 1858 i Nysätra socken, Västerbotten, död där 19 mars 1937, var en svensk lantbrukare och politiker (liberal).
Olof Jonsson, som kom från en bondesläkt, var lantbrukare, slaktare och mejerist i Gumboda i Nysätra socken, Västerbotten, där han också hade kommunala uppdrag. 
Han var riksdagsledamot i andra kammaren 1909–1920 (fram till 1911 för Västerbottens mellersta domsagas valkrets, från 1912 för Västerbottens läns norra valkrets) och tillhörde Frisinnade landsföreningens riksdagsgrupp Liberala samlingspartiet. I riksdagen var han bland annat suppleant i bankoutskottet 1912–1918 och därefter ledamot i samma utskott 1919–1920. Han engagerade sig exempelvis i statlig förvaltningspolitik.